# Mina La Salvadora
La mina La Salvadora fue históricamente una de las minas más importantes en la producción de estaño a nivel mundial, ubicada en Bolivia. Administrativamente se encuentra en el municipio de Llallagua cerca al límite con el municipio vecino de Uncía, de la provincia de Bustillo en el departamento de Potosí. Parte del cerro Llallagua, esta mina ha jugado un papel crucial en la economía de Bolivia, particularmente durante la era del estaño en el siglo XX. La producción de estaño de La Salvadora contribuyó significativamente al estatus de Bolivia como uno de los mayores productores de este metal en el mundo.

## Historia
Simón Iturri Patiño, trabajando en Oruro en la firma comercial Hermann Fricke y Compañía, conoció al minero Sergio Oporto, quien vendía minerales allí. En 1895, ambos formaron una sociedad para explotar la mina de Oporto, creando "Patiño – Oporto. Mina La Salvadora", con un aporte inicial de Patiño de 5.000 bolivianos. Mientras Oporto gestionaba las operaciones en la mina, Patiño se encargaba de la comercialización de los minerales en Oruro, además de enviar insumos y gestionar la operatividad de la mina. La falta de resultados positivos llevó a acumular deudas y Oporto consideró vender su parte. Patiño compró su participación y, dos años después de formar la sociedad, él y su esposa Albina se convirtieron en los únicos propietarios de la mina, asumiendo todas las deudas con la firma Fricke. Fue así que Simón I. Patiño adquirió la mina La Salvadora 16 de agosto de 1897, invirtiendo todos sus ahorros en el desarrollo del yacimiento con la ayuda de varios peones.
Al aproximarse el siglo XX, un acontecimiento transformó su destino: tras una detonación de dinamita, se descubrió un yacimiento de alta ley. Este evento, conocido como el milagro de Llallagua, reveló que los fragmentos de casiterita (conocidos como el metal del diablo) dispersos en la zona eran de tan alta calidad que no requerían trituración manual ni procesamiento adicional antes de su transporte. En los años siguientes, Simón I. Patiño amplió su portafolio de inversiones adquiriendo otras minas, lo que resultó en un notable incremento de su fortuna. Fue así que a principios del siglo XX en Bolivia, tres principales empresas mineras destacaban en el sector: la empresa de Coronel Pastor Sainz, seguida por la Empresa Minera Uncía del irlandés John B. Minchin, y por último La Salvadora, propiedad de Simón I. Patiño. La mina La Salvadora fue abierta entre los años 1904 y 1905. Tras la suscripción del Tratado de Paz, Amistad y Comercio de 1904 entre Bolivia y Chile, la Compañía Estañífera de Llallagua, con capitales chilenos, ingresó al país y adquirió la empresa de Pastor Sainz. Para optimizar el transporte del mineral en La Salvadora, Patiño sustituyó el uso de mulas y llamas por el Ferrocarril Machacamarca-Uncía, construido en 1911, facilitando así el traslado del mineral directamente desde la bocamina hasta los puertos chilenos.
Posteriormente, en mayo de 1923,obreros, artesanos, empleados y mineros de la mina La Salvadora fundaron la Federación Obrera Central de Uncía (FOCU) con el objetivo de mejorar las condiciones de trabajo y su salario. Con la compra de acciones de la Compañía Estañífera de Llallagua en la bolsa de Santiago en julio de 1924, Patiño se convirtió en el único propietario de las minas de Uncía y Llallagua.
Durante las primeras décadas del siglo XX, La Salvadora emergió como un centro vital de actividad minera. En la década de 1920, Bolivia experimentó un auge en la demanda de estaño, lo que llevó a un período de expansión significativa para minas como La Salvadora. Este período fue crucial para establecer a Bolivia como un líder global en la producción de estaño. En el período de mayor auge del estaño, La Salvadora no solo fue relevante por su capacidad de producción sino también por su impacto en la vida de las comunidades locales. La relación entre la mina y los mineros fue de interdependencia, donde la mina proporcionaba medios de vida mientras definía la identidad cultural y social de la región. Este vínculo muestra cómo La Salvadora trascendió su rol económico, influenciando profundamente la cultura y la sociedad local.
Uno de los momentos más significativos en la historia de La Salvadora ocurrió en la década de 1950, cuando la Revolución Nacional de 1952 en Bolivia llevó a la nacionalización de las minas, incluida La Salvadora. Este cambio transformó la industria minera boliviana y alteró las operaciones en La Salvadora, poniendo la mina bajo control estatal y modificando sus estructuras de operación y administración.
Posteriormente, luego del Decreto Supremo N° 21060, en 1985, La Salvadora fue abandonada por los trabajadores, que migraron a otras partes del país en busca de mejores condiciones de vida.

## Geología
El stock de La Salvadora es una formación geológica que consiste en un cuerpo aislado de aproximadamente 1 km de diámetro, ubicado justo al sur de la meseta de Morococala. Este cuerpo geológico intruye las rocas sedimentarias del período Silúrico-Devónico y es probablemente el conducto de un volcán cuya estructura superficial ha sido totalmente erosionada.
La composición del stock de La Salvadora incluye un pórfido intensamente alterado, caracterizado por la presencia de parches irregulares y diques de brecha hidrotermal. En ciertas áreas, se ha preservado pórfido de cuarzo-latonita relativamente inalterado en el contacto con el stock. Los principales productos de alteración en esta área son sericita, turmalina, cuarzo y minerales arcillosos, acompañados de sulfuros diseminados y casiterita. Además, el stock de La Salvadora es atravesado por un sistema de vetas ricas en estaño, que en algunos casos se extienden hacia las rocas sedimentarias circundantes. Este fenómeno ha convertido a La Salvadora en uno de los depósitos de estaño más productivos a nivel mundial, según describió el estadounidense Frederick Turneaure en 1935. Esta riqueza mineral ha contribuido significativamente al estudio y explotación de estaño en la región.